# Řád polární hvězdy (Mongolsko)

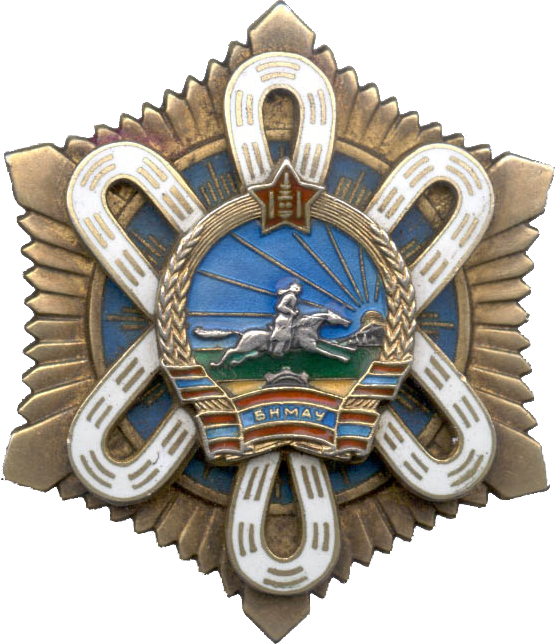
řád Polární hvězdy Mongolska

Řád polární hvězdy (mongolsky Алтан гадас одон Altan gadas odon, ᠠᠯᠲᠠᠨ
ᠭᠠᠳᠠᠰᠤ
ᠣᠳᠤᠨ) je státní vyznamenání Mongolska. Je udělován jako civilní a obvykle nejvyšší státní vyznamenání udělované cizincům. Odznakem je hvězda, k ní se uděluje pro běžné nošení stužka (ta byla pozměněna v roce 1961).
Řád vznikl v roce 1936 a během doby získal čtyři odlišné formy (1936, 1940, 1940-1941, 1970), poslední forma se uděluje od roku 1970. Nejnověji řád upravuje vládní nařízení č. 148 ze dne 30. června 1990. Jedná se o čtvrtý nejvyšší řád a až na výjimky nejvyšší řád udělovaný cizincům. Dalšími řády jsou podle pořadí významu tyto: 
1. Řád Čingischána
2. řád Suchbátara - obdržel např. Gustáv Husák
3. řád Matky hrdinky
4. řád Polární hvězdy
5. řád Drahocenného žezla

Řád Čingischána obdržel i Američan Jack Weatherford za svou knihu o Čingischánovi.

## Čeští nositelé řádu Polární hvězdy
Neúplný přehled po roce 1989:
- Emanuel Komínek, geolog, objevitel obřího mongolského ložiska mědi v Erdenetu, nám. ředitele podniku Geologický průzkum v Brně (?)
- Mojmír Krauter, geolog,  vedoucí československé geologické expedice, jež v 60. letech 20. století objevila obří mongolské ložisko mědi v Erdenetu, dvojnásobný držitel řádu,
- Zuzka Bebarová Rujbrová, komunistická předsedkyně výboru česko-mongolského přátelství v Poslanecké sněmovně Parlamentu ČR, 2015
- Václav Dobeš, konzul velvyslanectví ČR v Mongolsku, 2019
- Pavel Rejchrt, honorární konzul Mongolska v ČR, spolumajitel firmy FINEP
- Jiří Brodský, velvyslanec ČR, 2021 [1]
- Jan Novotný, zakladatel vodohospodářské firmy Khaanzaa 2021
- Jan Stárek 2021
- Miroslav Bobek, ředitel ZOO Praha za program návratu koní Převalského do Mongolska, 2022